# Marcin Murawski
Marcin Murawski (ur. 29 października 1974 w Poznaniu) – polski altowiolista, dyrygent, pedagog i dziennikarz. Profesor Akademii Muzycznej im. I.J. Paderewskiego w Poznaniu.

## Życiorys
W 1998 ukończył z wyróżnieniem Akademię Muzyczną im. I.J. Paderewskiego w Poznaniu w klasie altówki prof. Andrzeja Murawskiego. Edukację uzupełniał m.in. na podyplomowych studiach dziennikarstwa na Uniwersytecie im. A. Mickiewicza w Poznaniu, studiach podyplomowych w ramach stypendium Ministerstwa Kultury RP w Królewskiej Jutlandzkiej Akademii Muzycznej w Aarhus (Dania), w klasie altówki prof. Clausa Myrupa. W 2004 w Akademii Muzycznej w Katowicach uzyskał stopień doktora sztuk muzycznych. W 2012 w Akademii Muzycznej w Poznaniu uzyskał stopień doktora habilitowanego sztuk muzycznych. W lipcu 2020 uzyskał tytuł profesora, podpisany przez Prezydenta RP.
W latach 2006–2013 prowadził klasę altówki w Akademii Sztuki w Szczecinie (wcześniej szczecińska filia AM w Poznaniu), w latach 2005–2011 pracował w POSM II st. im. M. Karłowicza w Poznaniu. Wykładowca kursów mistrzowskich z altówki i z zakresu muzyki kameralnej na akademiach i uniwersytetach w Europie (m.in. Grieg Academy w Bergen – Norwegia, Icelandic Academy of Arts w Reykjaviku – Islandia, Royal Irish Academy of Music w Dublinie – Irlandia, Academy of Music w Rydze – Łotwa, Narodowej Akademii Muzycznej we Lwowie – Ukraina, Estońskiej Akademii Muzyki i Teatru w Tallinie – Estonia, Narodowym Konserwatorium Muzycznym w Tbilisi – Gruzja, Państwowym Konserwatorium Muzycznym w Petersburgu – Rosja, Universität für Musik und darstellende Kunst w Wiedniu – Austria, Uniwersytecie Zachodnim w Timisoarze – Rumunia), w USA (m.in. University of Iowa, University of Northern Iowa, Lawrence University, University of Illinois, Ball State University, Luther College, Coe College), w Chinach (Państwowe Konserwatorium w Harbinie) oraz w Nowej Zelandii (Victoria University of Wellington). Juror konkursów krajowych, ekspert Centrum Edukacji Artystycznej, wychowawca wielu absolwentów – laureatów nagród i wyróżnień.
Laureat polskich i międzynarodowych konkursów, solowych i kameralnych, m.in. Grand Prix I Festiwalu Teatru Telewizji Polskiej i Polskiego Radia (Sopot 2002), nagroda na XIII Międzynarodowym Konkursie Kameralnym im G. i K. Bacewiczów (Łódź 1998), nagroda i wyróżnienie na VII Ogólnopolskim Konkursie Altówkowym im. J. Rakowskiego (Poznań 1993)
Działalność koncertową, zarówno solowo, kameralnie, jak i z orkiestrami, prowadzi w wielu miastach Polski, a także za granicą – koncertując we Francji, Holandii, Włoszech, Belgii, Danii, Szwecji, Niemczech, Austrii, Ukrainie, Słowacji, w Czechach, Norwegii, Islandii, Estonii, na Litwie, na Łotwie, w Gruzji, w Rumunii, w USA (m.in. w Carnegie Hall), Chinach oraz w Nowej Zelandii. Podczas 44 Międzynarodowego Kongresu Altówkowego w Wellington we wrześniu 2017 dwukrotnie wystąpił jako solista z orkiestrą, prowadził lekcje mistrzowskie, przedstawił wykład wraz z recitalem dotyczący formy passacaglii w literaturze na altówkę, dyrygował Massed Viola Orchestra podczas koncertu finałowego oraz wystąpił z recitalem muzyki polskiej. Podczas 45 Międzynarodowego Kongresu Altówkowego w Rotterdamie w listopadzie 2018 wystąpił jako solista z orkiestrą, prowadził lekcje mistrzowskie, dyrygował Viola Orchestra podczas koncertu finałowego oraz przedstawił w premierowym pokazie film koncertowy „Graupner. For viola d’amore & more” w koprodukcji nowozelandzko-polskiej w reżyserii Anny Kochnowicz-Kann, którego był producentem.
Współpracuje z wytwórnią Acte Préalable, dla której obok kompozycji z minionych epok nagrywa utwory współczesne, w tym dedykowane specjalnie dla niego m.in. autorstwa amerykańskiego twórcy i altowiolisty Michaela Kimbera.
W przeszłości dziennikarz, redaktor, szef działu muzycznego „Dziewczyna i Chłopak” przy „Głosie Wielkopolskim” (1993–1998), dziennikarz Radio Merkury Poznań i Radio Winogrady Poznań (1995–1998), dziennikarz i redaktor Telewizji Polskiej i Telewizji Polonia (1995–1998, 2005–2006), autor scenariuszy filmowych.
Jest członkiem Zarządu International Viola Society (od 2020 pełni funkcję sekretarza wykonawczego), Australian and New Zealand Viola Society i Hummel Gesellschaft Weimar.

## Wydawnictwa płytowe
- Alina Kubik - Sincerely yours, A., Wydawnictwo Akademii Muzycznej im. I.J. Paderewskiego w Poznaniu 2022
- Edward Swan Hennessy – Viola and Piano Works 2, Acte Préalable 2021
- 12 wymiarów altówki/12 shades of the viola, Acte Préalable 2021
- Edward Swan Hennessy – Viola and Piano Works 1, Acte Préalable 2020
- Giya Kancheli – Miniatures for viola and piano, Acte Préalable 2019
- Adolphe Blanc – Work for viola and piano 1, Acte Préalable 2019
- Graupner. For viola d’amore & more DVD, Acte Préalable 2018
- Wojciech Gawroński – Works for viola and piano, Acte Préalable 2018
- Michael Kimber – the best of Music for viola, Acte Préalable 2017
- René de Boisdeffre – Works for viola and piano 1, Acte Préalable 2017
- René de Boisdeffre – Works for viola and piano 2, Acte Préalable 2017
- Michael Kimber – Music for viola 7, Acte Préalable 2017
- Passacaglias, Acte Préalable 2016
- Graupner – Vivaldi. Concerti for viola d’amore, guitar and viola, Acte Préalable 2016
- Emile Pierre Ratez – Exhibition 2, Acte Préalable 2016
- Emile Pierre Ratez – Exhibition 1, Acte Préalable 2016
- Nocturnes. Beethoven-Chopin-Kalliwoda, Acte Préalable 2015
- Michael Kimber – Music for viola 6, Acte Préalable 2015
- Michael Kimber – Music for viola 5, Acte Préalable 2015
- Michael Kimber – Music for viola 4, Acte Préalable 2014
- Michael Kimber – Music for Viola(s) 3, Acte Préalable 2014
- Michael Kimber – Music for Viola 2, Acte Préalable 2013
- Michael Kimber – Music for Viola(s), Acte Préalable, 2013
- Frederic Chopin Piano Concertos 1 & 2 Christophe Alvarez Orkiestra Nova, Ars Sonora, 2010
- François Devienne – Six Duo Concertants pour Flute et Alto Op. 5, Acte Préalable, 2009
- Johann Nepomuk Hummel – Potpourri op.94 – Works for viola, Acte Préalable, 2009
- Roman Palester, Paul Kletzki, Acte Préalable, 2008
- Roman Maciejewski, Akademia Muzyczna w Poznaniu, 2008
- Kwartety fletowe W.A. Mozarta, Twoja Muza, 2007
- Lemur duo, Lemur Records, 2004
- Kot mi schudł, Radio Merkury Poznań, 2001
- Antonio Vivaldi, SP, 1999
- G.B. Pergolesi – Stabat Mater, Schola Cantorum Posnaniensis, 1998
- Historye!ye!ye!, BMG records, 1997
- Koncerty farne 3, Kościół Farny/Leo Records, 1995
- Jewels of polish baroque, Dorian Discovery, 1995
- Attack of Agutti, Lemur Records, 1995